# Wilhelm Volz (geograf)
Wilhelm Theodor August Hermann Volz, född 11 augusti 1870 i Halle an der Saale, död 14 januari 1958 i Markkleeberg, var en tysk geograf och geolog.
Volz blev i Breslau 1899 docent i geologi och 1908 i geografi, 1912 professor i geografi i Erlangen, 1918 i Breslau samt 1922 i Leipzig. Han företog 1897, 1899–1901 samt 1904–1906 forskningsresor till Stora Sundaöarna, särskilt Sumatra. Bland hans många arbeten kan nämnas Zur Geologie von Sumatra (1904), Nord-Sumatra (två band, 1909 och 1912) samt en del arbeten 1921 och 1922 om Oberschlesien. I Buschans "Illustrierte Völkerkunde" beskrev han Sydostasien.